# Fútbol por Chile
Fútbol por Chile fue una campaña impulsada por la ANFP en beneficio de los damnificados por el Terremoto de Chile de 2010 a través de la jornada solidaria Chile ayuda a Chile. Constó de triangulares y partidos amistosos programados oficialmente por la propia entidad rectora del fútbol chileno y su lapso de desarrollo se produjo entre el 5 y 7 de marzo de 2010.
En un principio la programación oficial fue distinta en cuanto a clubes y escenarios, pero la negativa de la Intendencia de Santiago de que se jugara en la Región Metropolitana forzó a un cambio de planes.

## Triangulares

### San Felipe
El triangular programado en San Felipe contaba con Universidad Católica, Audax Italiano y Palestino. Finalmente el equipo itálico no llegó al Estadio Municipal de San Felipe por una falla mecánica en el bus que los transportaba, ante lo cual la competencia reducida tuvo que resolverse en un encuentro de tiempo reglamentario normal (90 minutos) entre Universidad Católica y Palestino. El triunfo fue para Católica por 2:1.
En el recuento estadístico oficial de ANFP finalmente se declaró sin resultado el partido Universidad Católica - Audax Italiano y Audax Italiano - Palestino señalando como ganador del triangular al club de la franja con su victoria sobre Palestino.
| 5 de marzo de 2010 | Universidad Católica | 2:1 (1:1) | Palestino | Estadio Municipal, San Felipe |  |
|                    | Rubio · Mirosevic    |           | Henríquez |                               |  |

| 5 de marzo de 2010                                                                 | Universidad Católica | - | Audax Italiano | Estadio Municipal, San Felipe |  |
| No disputado, según el recuento oficial de ANFP sobre el Triangular de San Felipe. |                      |   |                |                               |  |

| 5 de marzo de 2010                                                                 | Audax Italiano | - | Palestino | Estadio Municipal, San Felipe |  |
| No disputado, según el recuento oficial de ANFP sobre el Triangular de San Felipe. |                |   |           |                               |  |

Ganador: Universidad Católica

### La Calera
El triangular disputado en La Calera contó con el local Unión La Calera, Universidad de Chile y San Luis. Tras imponerse 1:0 a ambos rivales en partidos de 45 minutos, Universidad de Chile se quedó con el triangular.
| 5 de marzo de 2010 | Unión La Calera | 0:1 | Universidad de Chile | Estadio Municipal Nicolás Chahuán Nazar, Calera |  |
|                    |                 |     | Montillo             |                                                 |  |

| 5 de marzo de 2010 | San Luis | 0:1 | Universidad de Chile | Estadio Municipal Nicolás Chahuán Nazar, Calera |  |
|                    |          |     | Vargas               |                                                 |  |

| 5 de marzo de 2010 | Unión La Calera | 0:1 | San Luis | Estadio Municipal Nicolás Chahuán Nazar, Calera |  |
|                    |                 |     | Ascencio |                                                 |  |

Ganador: Universidad de Chile

### Rancagua
El triangular disputado en Rancagua contó con el local O'Higgins, Colo-Colo y Unión Española. Tras imponerse a los hispanos por 1:0 y al anfitrión por 2:0 en partidos de 45 minutos, el equipo que se impuso en el certamen fue Colo-Colo.
| 6 de marzo de 2010 | Unión Española | 0:1 | Colo-Colo  | Estadio El Teniente, Rancagua |  |
|                    |                |     | Millar 16' |                               |  |

| 5 de marzo de 2010 | O'Higgins                 | 2:1 | Unión Española | Estadio El Teniente, Rancagua |  |
|                    | Harbottle 12' · Rojas 29' |     | Monje 27'      |                               |  |

| 5 de marzo de 2010 | O'Higgins | 0:2 | Colo-Colo                  | Estadio El Teniente, Rancagua |  |
|                    |           |     | Miralles 5' · Cereceda 42' |                               |  |

Ganador: Colo-Colo

### Valparaíso
El triangular disputado en Valparaíso contó con el local Santiago Wanderers, Everton y Unión San Felipe. Tras imponerse por 1:0 a los aconcagüinos y empatar 0:0 con Wanderers en partidos de 45 minutos, Everton ganó el triangular.
| 6 de marzo de 2010 | Everton     | 1:0 | Unión San Felipe | Estadio Regional Chiledeportes, Valparaíso |  |
|                    | Guevgeozián |     |                  |                                            |  |

| 6 de marzo de 2010 | Santiago Wanderers | 1:1 | Unión San Felipe | Estadio Regional Chiledeportes, Valparaíso |  |
|                    | Godoy 20'          |     | Leba 30'         |                                            |  |

| 6 de marzo de 2010 | Santiago Wanderers | 0:0 | Everton | Estadio Regional Chiledeportes, Valparaíso |  |

Ganador: Everton

## Otros encuentros

### Coquimbo
En el Estadio Francisco Sánchez Rumoroso, Deportes La Serena se impuso al local Coquimbo Unido por 2:0.
| 4 de marzo de 2010 | Coquimbo Unido | 0:2 | Deportes La Serena  | Estadio Francisco Sánchez Rumoroso, Coquimbo |  |
|                    |                |     | Villalba · Villalba |                                              |  |

Ganador: Deportes La Serena

### Antofagasta
En el Estadio Regional, Antofagasta derrotó a Cobreloa mediante definición a penales tras empatar 3:3 en el tiempo reglamentario.
| 7 de marzo de 2010 | Antofagasta                         | 3:3 (2:2) | Cobreloa                                 | Estadio Regional, Antofagasta |  |
|                    | Buljan 2' · Buljan 45' · Amieva 85' |           | González 29' · Zúñiga 39' · Sanhueza 51' |                               |  |

Ganador: Antofagasta